# Here We Go Again (bài hát của Ray Charles)
"Here We Go Again" là ca khúc nhạc đồng quê được sáng tác bởi Don Lanier và Red Steagall, sau này trở nên nổi tiếng với ấn bản rhythm and blues do Ray Charles trình bày trong album Ray Charles Invites You to Listen (1967). Album được Joe Adams từ hãng ABC Records/Tangerine Records thu âm và sản xuất. Ấn bản gốc này là ấn bản thành công nhất của ca khúc với 12 tuần liên tiếp có mặt trong Billboard Hot 100 và đạt vị trí cao nhất là số 15.
Bản hát lại nổi tiếng nhất của ca khúc này là bản song ca của Charles cùng nữ ca sĩ Norah Jones, trích từ album tuyển tập Genius Loves Company (2004). Ấn bản này ngay lập tức có được thành công vang dội với hai giải Grammy cho "Thu âm của năm" và "Hợp tác giọng pop xuất sắc nhất" vào năm 2005, không lâu sau khi Charles qua đời. Nancy Sinatra từng hát lại ca khúc này vào năm 1969, ngoài ra ấn bản của Johnny Duncan cũng được xếp hạng vào năm 1972, còn ấn bản của Roy Clark cũng làm được điều tương tự vào năm 1982.
"Here We Go Again" này từng được hát lại bởi rất nhiều nghệ sĩ, và 5 trong số đó được có mặt tại các bảng xếp hạng trên thế giới. Ấn bản đầu tiên được chơi dưới dạng hòa tấu nhạc jazz, sau đó là các ấn bản song ca với sự tham gia của các nghệ sĩ như Willie Nelson, Norah Jones và Wynton Marsalis và góp mặt trong album tuyển tập Here We Go Again: Celebrating the Genius of Ray Charles (2011). Ca khúc còn xuất hiện trong nhiều album tuyển tập của nhiều nghệ sĩ khác, cho dù chưa từng được họ phát hành chính thức dưới dạng đĩa đơn.

## Danh sách ca khúc
- Đĩa than 7"[1]

1. "Here We Go Again" – 3:07
2. "Memories" – 3:40

Theo Allmusic, ca khúc có độ dài gốc là. Tuy nhiên, ấn bản trong album tuyển tập Essential Nancy Sinatra lại có độ dài 3:11. Đĩa đơn ban đàu do Reprise Records phát hành. Sau khi đạt thỏa thuận chia sẻ tác quyền, Reprise (thuộc Warner Music) cho phép RCA Records quyền phát hành các bản hát lại của các nghệ sĩ của họ như Sinatra hay Dean Martin Năm 1971, Sinatra chia tay Reprise và ký hợp đồng dài hạn với RCA Records.